# Єва-Джейн Вілліс
Єва-Джейн Вілліс (англ. Eva-Jane Willis; нар. 16 травня 1984, Кейптаун, Південна Африка) — ірландська акторка. Найбільш відома своєю роллю агента Європолу Меган «Смітті» Гарретсон у телесеріалі «ФБР: За кордоном».

## Біографія
Вілліс народилася 16 травня 1984 року в Південній Африці в сім'ї кінорежисера Ієна Габріеля та Ейлін Вілліс. Вона переїхала до Великої Британії разом з матір'ю в 1988 році. Вона навчалася в Академії театрального мистецтва Маунтвью в Лондоні, а пізніше навчалася в Лондонському драматичному центрі, щоб розвинути свої акторські здібності. Вона є громадянкою Ірландії.

## Кар'єра
Її перша велика роль у телевізійному шоу була у веб-серіалі кримінального трилера «Лондонські файли» на індійському стрімінговому сервісі Voot.
Її взяли на роль у фільмі про вампірів з Хайгейта разом із Ванессою Кірбі, але фільм так і не вийшов.
Вілліс приєдналася до акторського складу серіалу «ФБР: За кордоном», починаючи з 2 сезону, замінивши Крістіану Пауль на посаді агента Європолу в команді ФБР.

## Особисте життя
Вона вийшла заміж за актора Александра Форсайта у червні 2022 року.

## Фільмографія
| Рік       |    | Українська назва                  | Оригінальна назва                       | Роль                       |
| --------- | -- | --------------------------------- | --------------------------------------- | -------------------------- |
| 2010      | ф  | Ефект Піноккіо                    | The Pinocchio Effect                    | Люсі                       |
| 2015      | с  | Люди                              | Humans                                  | Дівчина в кафе             |
| 2016      | кф | Єдина дитина                      | Only Child                              | Єва                        |
| 2016      | с  | Мегре                             | Maigret                                 | Марта                      |
| 2016      | ф  | Єдина дитина                      | ChickLit                                | Бріджитт                   |
| 2017      | с  | Дядько                            | Uncle                                   | Леді з татуюванням дракона |
| 2017      | кф | Дівчата не плачуть                | Girls Don't Cry                         | Джекі                      |
| 2017      | кф | Це той єдиний                     | This Is the One                         | Джен                       |
| 2018      | с  | 52 хвилини історії                | 52 Story Minutes                        | Джейн                      |
| 2020      | с  | Банди Лондону                     | Gangs of London                         | Наталі                     |
| 2022      | с  | Лондонські файли                  | London Files                            | Кетрін                     |
| 2022—2025 | с  | ФБР: За кордоном                  | FBI: International                      | Меган Гареттсон            |
| 2023      | ф  | Шалена благодать                  | Raging Grace                            | Дружина батька Грейс       |
| 2023      | с  | Сила                              | The Power                               | Сестра Б'янка              |
| 2024      | ф  | Моді: Три дні на крилах божевілля | Modì, Three Days on the Wing of Madness | Ханка Зборовскі            |
| 2025      | с  | Андор                             | Andor                                   | Ріка                       |